# Puya pumila
Puya pumila là một loài thực vật có hoa trong họ Bromeliaceae. Loài này được Ravenna mô tả khoa học đầu tiên năm 2000.